# Luis Alberto Rodríguez
Luis Alberto Rodríguez Ospino (Valledupar, 25 de junio de 1987) es un economista graduado de la Universidad Nacional de Colombia, con maestría en Política Económica de la Universidad de Columbia, en Estados Unidos. Fue director del Departamento Nacional de Planeación de Colombia hasta 2021. 

## Trayectoria
Luis Alberto Rodríguez Ospino se ha desempeñado como jefe de Estudios Económicos de Asobancaria; asesor económico en el Programa de las Naciones Unidas para el Desarrollo (PNUD); consultor en el Ministerio del Trabajo, en el Banco Interamericano de Desarrollo (BID) y en la Superintendencia de Servicios Públicos Domiciliarios. También fue director encargado de FOGACOOP. 
Además, ha incursionado en la academia como profesor de la Universidad del Rosario y de la Universidad Nacional de Colombia, y es columnista en algunos de los medios económicos más importantes del país como el diario La República, la revista Dinero, entre otros.
En 2018, fue designado Viceministro Técnico de Hacienda, un cargo desde el cual lideró el trabajo técnico de la Ley de Financiamiento de 2018, que permitió la financiación del Presupuesto General de la Nación para la vigencia 2019, y el Marco Fiscal de Mediano Plazo de 2019; dirigió la creación e instalación de la Misión del Mercado de Capitales, la primera de su tipo en 24 años y que permitió definir una hoja de ruta para promover el desarrollo del mercado de capitales en el país; participó en la formulación, discusión y aprobación del Presupuesto General de la Nación del año 2019; instaló la Comisión de Estudio del Sistema Tributario Territorial, una tarea que no realizaba el país desde hace más de tres décadas y que analizó los impuestos municipales y departamentales, para proponer reformas que permitieran fortalecer la eficiencia de la tributación en las regiones; participó en la preparación, presentación, discusión y aprobación de la Ley 1955 de 2019, a través de la cual se expide el Plan Nacional de desarrollo 2018-2022 “Pacto por Colombia, pacto por la equidad”, y estructuró e implementó el plan para fortalecer la Dirección General de Política Macroeconómica al crear las subdirecciones de la Política Fiscal y la Política Macroeconómica. 
En 2018 fue reconocido como uno de los 100 jóvenes líderes más influyentes en temas de Gobierno, ranking realizado por la plataforma global de liderazgo público Apolítica. Además, fue elegido por Junior Chamber International (JCI) como uno de los jóvenes más sobresalientes de Colombia en 2018.   

### DNP
En septiembre de 2019 fue designado como nuevo director del Departamento Nacional de Planeación (DNP). Su designación por el entonces presidente Iván Duque, fue cuestionionada por inconsistencias en su hoja de vida y acusaciones de favoritismo.
Como director del Departamento Nacional de Planeación (DNP), Rodríguez gestionó la implementación del esquema de Devolución del IVA, incluido en la Ley de Crecimiento Económico, aprobada en diciembre de 2019. Supervisó también el Ingreso Solidario. 
Otro gran avance fue la aprobación de la Ley 2056 del 30 de septiembre de 2020 que reforma al Sistema General de Regalías (SGR) consagrado en el artículo 361 de la Constitución, y hace posible el fortalecimiento de las asignaciones directas a las regiones productoras de recursos no renovables; el incremento de la inversión social en los municipios más pobres del país, y la optimización en el funcionamiento y operatividad del Sistema. 
Durante su administración, el Departamento Nacional de Planeación (DNP), como Secretaría Técnica del CONPES, lideró la construcción de documentos CONPES de gran impacto y trascendencia para el desarrollo económico y social del país:

| No   | CONPES | Año de publicación |
| ---- | --- | ------------------ |
| 3975 | Política Nacional para la Transformación Digital e Inteligencia Artificial | 2019               |
| 3982 | Política Nacional Logística | 2020               |
| 3986 | Estrategia para la implementación del mecanismo de compensación del impuesto a las ventas (IVA) a favor de la población más pobre y vulnerable                                                                   | 2020               |
| 3992 | Estrategia para la Promoción de la Salud Mental en Colombia | 2020               |
| 3999 | Estrategia de respuesta inicial ante los efectos de la pandemia del COVID-19 sobre la salud pública, los hogares, el aparato productivo y las finanzas públicas                                                  |                    |
| 4001 | Declaración de importancia estratégica del Proyecto nacional acceso universal a las tecnologías de la información y las comunicaciones en zonas rurales o apartadas                                              | 2020               |
| 4002 | Modificación del Documento CONPES 3897 “Modificación del Documento CONPES 3848 Importancia estratégica del programa de cobertura condicionada de tasa de interés para créditos de vivienda no VIS, Frech no VIS” | 2020               |
| 4005 | Política Nacional de Inclusión y Educación Financiera | 2020               |
| 4010 | Declaración de importancia estratégica del Compromiso por Colombia: Programa Vías para la Legalidad y la Reactivación, Visión 2031                                                                               | 2020               |
| 4011 | Política Nacional de Emprendimiento | 2020               |
| 4012 | Política Nacional de Comercio Electrónico | 2020               |
| 4021 | Política Nacional para el Control de la Deforestación y la Gestión Sostenible de los Bosques | 2020               |
| 4023 | Política para la Reactivación, la Repotenciación y el Crecimiento Sostenible e Incluyente: Nuevo compromiso para el Futuro de Colombia                                                                           | 2021               |
| 4031 | Política Nacional de Atención y Reparación Integral a las Víctimas | 2021               |
| 4034 | Apoyo del Gobierno Nacional a la actualización del programa integral de movilidad de la región Bogotá-Cundinamarca (PIMRC)                                                                                       | 2021               |

En 2021 Rodríguez renunció a su cargo.

## Controversias y acusaciones de corrupción
Bajo la supervisión de Rodríguez, el DNP vivió un escándalo de corrupción sobre el manejo de recursos destinados al acuerdo de la paz entre el Gobierno Colombiano y las FARC por sobornos por un valor de 500.000 millones de pesos. Los proyectos seleccionados por la OCAD debían tenían el visto bueno del DNP para ser aprobados. 
Rodríguez fue cuestionado en julio de 2022 por los escándalos al interior del DNP. Algunas investigaciones independientes lo señalan por haberse beneficiado directamente de los sobornos implicados en los proyectos. El escándalo de corrupción giró en torno al manejo de los recursos de OCAD-PAZ, entidad que define proyectos de inversión que permitan consolidar el acuerdo de paz de 2016. Igualmente se cuestionó que Rodríguez estuviera construyendo una lujosa casa que los medios denominaron como una mansión en el departamento de Cesár. Rodríguez negó las acusaciones y dijo que la casa en construcción está siendo pagada con créditos adquiridos por su esposa y por él. Los hechos están siendo investigados por la Fiscalía.